# Jørgen Ravn
Jørgen Ravn, connu aussi sous le nom de Jørn Ravn (né le 3 juin 1940 au Danemark et mort le 4 juin 2015), est un joueur de football danois, qui jouait au poste d'attaquant.
Il est connu pour avoir terminé meilleur buteur du championnat du Danemark lors de la saison 1961 avec 26 buts et lors de la saison 1964 avec 21 buts.